# Cratere O'Day
O'Day  è il nome di un cratere lunare da impatto intitolato al fisico statunitense Marcus O'Day, situato nell'emisfero lunare più distante dalla Terra (faccia nascosta). Questo cratere è parzialmente sovrapposto al margine nordoccidentale del Mare Ingenii, ed in corrispondenza del confine il bordo è meno pronunciato. A nordovest si trova la coppia di crateri Holetschek e Sierpinski. A sudovest giace il cratere Seidel.
Il bordo di O'Day è affilato e le pendici interne presentano terrazzamenti, in particolare nella porzione nordoccidentale, di traverso rispetto alla posizione del mare contiguo. Un minuscolo cratere giace sul bordo meridionale ed uno ancora minore si trova sulle pendici interne nella direzione del Mare Ingenii. Il pianoro interno è accidentato ed irregolare, con un doppio picco al centro.

## Crateri correlati
Alcuni crateri minori situati in prossimità di O'Day sono convenzionalmente identificati, sulle mappe lunari, attraverso una lettera associata al nome.
| O'Day | Latitudine | Longitudine | Diametro |
| ----- | ---------- | ----------- | -------- |
| B     | 29,1° S    | 158,0° E    | 16 km    |
| M     | 31,7° S    | 157,1° E    | 16 km    |
| T     | 30,4° S    | 154,4° E    | 24 km    |